# Nacho Mañó
Ignacio de Loyola Mañó Guillén, més conegut pel nom artístic Nacho Mañó, (València, 20 de juliol de 1963) és un baixista, productor, compositor i cantant valencià, membre del grup Presuntos Implicados des del 1988. Està casat amb la vocalista argentina Gisela Renes.

## Discografia

### Presuntos Implicados
| Any  | Nom del disc                               | Discogràfica | Comentaris                                                                                   |
| ---- | ------------------------------------------ | ------------ | -------------------------------------------------------------------------------------------- |
| 1987 | De Sol a Sol                               | Intermitente | Reeditat per WEA el 1990 (Nacho treballa com a productor).                                   |
| 1989 | Alma de Blues                              | WEA          |                                                                                              |
| 1991 | Ser de Agua                                | WEA          |                                                                                              |
| 1994 | El Pan y la Sal                            | WEA          |                                                                                              |
| 1995 | La Noche                                   | WEA          | Doble CD en directe. Llançat en també en format VHS. Descatalogat i editat en un CD Resumen. |
| 1997 | Siete                                      | WEA          |                                                                                              |
| 1999 | Versión Original                           | WEA          |                                                                                              |
| 2001 | Gente                                      | WEA          |                                                                                              |
| 2003 | Grandes Éxitos. Selección Natural          | WEA          | Doble CD recopilatori més DVD.                                                               |
| 2003 | Selección Inédita                          | WEA          |                                                                                              |
| 2005 | Postales                                   | WEA          | Editat en dues versions: la normal amb 12 cançons, l'especial amb 14.                        |
| 2006 | Todas las Flores - La Colección Definitiva | WEA          | CD recopilatori + DVD                                                                        |
| 2008 | Será                                       | WEA          | CD amb la nova vocalista de Presuntos, Lydia Rodríguez Fernández.                            |